# Brezje, Novo mesto
Brezje so naselje v Občini Novo mesto. 
Naselje leži desno od lokalne ceste Novo mesto - Šentjernej.